# マリオ・トキッチ
マリオ・トキッチ（Mario Tokić, 1975年7月23日 - ）は、デルヴェンタ出身の元クロアチア代表サッカー選手、サッカー指導者。現役時代のポジションはDF。

## 経歴
1998年にクロアチア代表デビュー。出場機会は無かったがUEFA EURO 2004や2006 FIFAワールドカップのメンバーにも選ばれた。クロアチア代表で28試合に出場した。

## 所属クラブ
- HNKリエカ 1992-1998
- ディナモ・ザグレブ 1998-2001
- グラーツァーAK 2001-2005
- FKアウストリア・ウィーン 2005-2007
- SKラピード・ウィーン 2007-2009
- NKザグレブ 2009-2011

## 代表歴

### 出場大会
- クロアチア代表
  - 2006 FIFAワールドカップ

### 試合数
- 国際Aマッチ 28試合 0得点（1998年-2006年）[1]

| クロアチア代表 | 国際Aマッチ | 国際Aマッチ |
| 年             | 出場        | 得点        |
| -------------- | ----------- | ----------- |
| 1998           | 2           | 0           |
| 1999           | 2           | 0           |
| 2000           | 0           | 0           |
| 2001           | 2           | 0           |
| 2002           | 3           | 0           |
| 2003           | 1           | 0           |
| 2004           | 7           | 0           |
| 2005           | 4           | 0           |
| 2006           | 7           | 0           |
| 通算           | 28          | 0           |

## 監督歴
- NKロコモティヴァ・ザグレブ 2016
- NKロコモティヴァ・ザグレブ 2016-2017